# Danh sách trường trung học phổ thông tại Tây Ninh
Dưới đây là danh sách các trường Trung học phổ thông tại Tây Ninh, danh sách này bao gồm các trường công lập, bán công và trường tư thục.

## Lịch sử chung
Vào những năm 60 của thế kỷ 20, Tây Ninh chỉ có một trường Trung học ở tỉnh lỵ Tây Ninh (nay là Thành phố Tây Ninh). Đến năm 1962, trường Trung Học Hiếu Thiện, tiền thân của Trường Trung học phổ thông Quang Trung được thành lập, đây là cơ sở giáo dục thứ hai được thành lập tại Tây Ninh.
Vào năm 2017, Tây Ninh có 33 đơn vị sự nghiệp giáo dục công lập trực thuộc Sở Giáo dục và Đào tạo được xếp hạng năm 2017. Trường Trung học phổ thông Nguyễn Trung Trực là cơ sở giáo dục THPT duy nhất nằm trong khuôn viên tôn giáo là Tòa Thánh Tây Ninh.
Năm 2019, Sở GD&ĐT Tây Ninh ra thông báo giải thể và sáp nhập 5 trường THPT công lập trên địa bàn tỉnh bao gồm:
- THPT Trần Quốc Đại giải thể, sáp nhập vào THPT Quang Trung
- THPT Lê Duẩn giải thể, sáp nhập vào THPT Tân Châu
- THPT Nguyễn An Ninh giải thể, sáp nhập vào THPT Trần Phú
- THPT Nguyễn Đình Chiểu giải thể, sáp nhập vào THPT Dương Minh Châu
- THPT Châu Thành giải thể, sáp nhập vào THPT Hoàng Văn Thụ

Các trường bị giải thể và sáp nhập vào trường khác đều bị tỉnh Tây Ninh xếp hạng III trước đó.

## Danh sách
Trường đã bị giải thể.
| STT | Tên trường | Thành lập                                                  | Địa chỉ                                                               | Xếp hạng (2017)       | Loại hình                                    | Trang web                                                       |           |
| --- | --- | ---------------------------------------------------------- | --------------------------------------------------------------------- | --------------------- | -------------------------------------------- | --------------------------------------------------------------- | --------- |
| 1   | Trường Trung học phổ thông chuyên Hoàng Lê Kha | 12 tháng 7 năm 1994                                        | Phường 3, thành phố Tây Ninh                                          | Hạng I                | Công lập                                     | Trang web Lưu trữ ngày 26 tháng 9 năm 2022 tại Wayback Machine  |           |
| 2   | Trường Trung học phổ thông Lý Thường Kiệt(Tiền thân: Học viện Cao Đài) | 1964                                                       | Long Hoa, Hòa Thành                                                   | Hạng I                | Công lập                                     | Trang web Lưu trữ ngày 27 tháng 7 năm 2020 tại Wayback Machine  |           |
| 3   | Trường Trung học phổ thông Tây Ninh (Tên cũ: Trường THPT Trần Hưng Đạo) | 17 tháng 11 năm 2005                                       | Phường 3, thành phố Tây Ninh                                          | Hạng I                | Công lập                                     | Trang web Lưu trữ ngày 23 tháng 12 năm 2022 tại Wayback Machine |           |
| 4   | Trường Tiểu học, Trung học cơ sở và Trung học phổ thông Nguyễn Bỉnh Khiêm | 1998                                                       | Phường 3, thành phố Tây Ninh                                          | Tư thục               | Tư thục                                      | Trang web Lưu trữ ngày 23 tháng 12 năm 2022 tại Wayback Machine |           |
| 5   | Trường Trung học phổ thông Lê Quý Đôn | 1985                                                       | Phường 4, thành phố Tây Ninh                                          | Hạng I                | Công lập                                     | Trang web                                                       |           |
| 6   | Trường Trung học phổ thông Trần Đại Nghĩa | 1962                                                       | Phường 3, thành phố Tây Ninh                                          | Hạng I                | Công lập                                     | Trang web                                                       |           |
| 7   | Trường Trung học phổ thông Nguyễn An Ninh | Bị giải thể năm 2019 và sáp nhập vào THPT Trần Phú         | Thị trấn Tân Biên, Tân Biên                                           | Hạng III              | Công lập                                     |                                                                 |           |
| 8   | Trường Trung học phổ thông Trần Phú | 1981                                                       | Thị trấn Tân Biên, Tân Biên                                           | Hạng II               | Công lập                                     | Trang web                                                       |           |
| 9   | Trường Trung học phổ thông Lương Thế Vinh |                                                            | Mỏ Công, Tân Biên                                                     | Hạng III              | Công lập                                     | Trang web                                                       |           |
| 10  | Trường Trung học phổ thông Lê Duẩn | Bị giải thể năm 2019 và sáp nhập vào THPT Tân Châu         | Thị trấn Tân Châu, Tân Châu                                           | Hạng III              | Công lập                                     | Trang web Lưu trữ ngày 23 tháng 12 năm 2022 tại Wayback Machine |           |
| 11  | Trường Trung học phổ thông Tân Châu | 2 tháng 12 năm 1988                                        | Thị trấn Tân Châu, Tân Châu                                           | Hạng II               | Công lập                                     | Trang web                                                       |           |
| 12  | Trường Trung học phổ thông Tân Hưng |                                                            | Tân Hưng, Tân Châu                                                    | Hạng III              | Công lập                                     | Trang web                                                       |           |
| 13  | Trường Trung học phổ thông Tân Đông |                                                            | Tân Đông, Tân Châu                                                    | Hạng III              | Công lập                                     | Trang web                                                       |           |
| 14  | Trường Trung học phổ thông Nguyễn Thái Bình (Tên cũ: Trường THPT Liên Xã Dương Minh Châu) | 10 tháng 8 năm 2000                                        | Truông Mít, Dương Minh Châu                                           | Hạng II               | Công lập                                     | Trang web                                                       |           |
| 15  | Trường Trung học phổ thông Nguyễn Đình Chiểu | Bị giải thể năm 2019 và sáp nhập vào THPT Dương Minh Châu  | Suối Đá, Dương Minh Châu                                              | Hạng III              | Công lập                                     | Trang web Lưu trữ ngày 19 tháng 1 năm 2020 tại Wayback Machine  |           |
| 16  | Trường Trung học phổ thông Dương Minh Châu | Tháng 9 năm 1978                                           | Thị trấn Dương Minh Châu, Dương Minh Châu                             | Hạng II               | Công lập                                     | Trang web                                                       |           |
| 17  | Trường Trung học phổ thông Lê Hồng Phong | 16 tháng 12 năm 2004, tách ra từ Trường THPT Hoàng Văn Thụ | Hòa Thạnh, Châu Thành                                                 | Hạng III              | Công lập                                     | Trang web                                                       |           |
| 18  | Trường Trung học phổ thông Châu Thành | Bị giải thể năm 2019 và sáp nhập vào THPT Hoàng Văn Thụ    | Thái Bình, Châu Thành                                                 | Hạng III              | Bán công                                     | Trang web                                                       |           |
| 19  | Trường Trung học phổ thông Hoàng Văn Thụ (Tên cũ: Trường THPT Vừa học - Vừa làm Châu Thành (1977-1981); Trường THPT Châu Thành (1981-1985)) | 15 tháng 8 năm 1977                                        | Thị trấn Châu Thành, Châu Thành                                       | Hạng I                | Công lập                                     | Trang web                                                       |           |
| 20  | Trường Trung học phổ thông Nguyễn Trung Trực (Tên cũ: THPT Bán công Nguyễn Trung Trực) | 1 tháng 10 năm 1996                                        | Long Thành Trung, Hoà Thành (Bên trong khuôn viên Tòa Thánh Tây Ninh) | Hạng II               | - Bán công (1996-2008) - Công lập (2008-nay) | Trang web                                                       |           |
|     | 22 | Trường Trung học phổ thông Nguyễn Chí Thanh                |                                                                       | Trường Tây, Hòa Thành | Hạng I                                       | Công lập                                                        | Trang web |
| 21  | Trường Phổ thông Dân tộc Nội trú tỉnh Tây Ninh |                                                            | Phường Ninh Sơn, thành phố Tây Ninh                                   | Hạng I                | Công lập                                     | Trang web Lưu trữ ngày 11 tháng 6 năm 2020 tại Wayback Machine  |           |
| 23  | Trường Trung học phổ thông Huỳnh Thúc Kháng (Tên cũ: Trường THPT Bán Công) | 2000                                                       | Long Giang, Bến Cầu                                                   | Hạng III              | - Bán công (2000-2012) - Công lập (2012-nay) |                                                                 |           |
| 24  | Trường Trung học phổ thông Nguyễn Huệ (Tên cũ: Phân hiệu Trường THPT Quang Trung - Gò Dầu (1980-1982); Trường THCS, THPT Nguyễn Văn Ẩn (1982-1993))                                                                                                 | Tháng 8 năm 1980                                           | Thị trấn Bến Cầu, Bến Cầu                                             | Hạng II               | Công lập                                     | Trang web                                                       |           |
| 25  | Trường Trung học phổ thông Ngô Gia Tự (Tên cũ: Trung học Tỉnh hạt Thạnh Đức (1971-1975); THPT Gò Dầu (1975-1988); THCS, THPT Ngô Gia Tự (1988-1991); 1991-1993: trường bị giải thể; THCS, THPT Ngô Gia Tự (1994-2003))                              | 1971                                                       | Thạnh Đức, Gò Dầu                                                     | Hạng II               | Công lập                                     | Trang web                                                       |           |
| 26  | Trường Trung học phổ thông Quang Trung (Tên cũ: Trường Trung học Hiếu Thiện (1962-1975); Trường THPT Gò Dầu (1976-1985); Trường Phổ thông Tiểu học Quang Trung (1985-1989))                                                                         | 1962                                                       | Thị trấn Gò Dầu, Gò Dầu                                               | Hạng II               | Công lập                                     | Trang web                                                       |           |
| 27  | Trường Trung học phổ thông Nguyễn Văn Trỗi (Tên cũ: Trường Vừa học Vừa làm Gò Dầu (1977-1978); Trường TH-THCS Bàu Đồn (1978-1985); Trường THCS-THPT Nguyễn Văn Trỗi (1985-2001))                                                                    | 1977                                                       | Bàu Đồn, Gò Dầu                                                       | Hạng II               | Công lập                                     | Trang web                                                       |           |
| 28  | Trường Trung học phổ thông Trần Quốc Đại | Bị giải thể năm 2019 và sáp nhập vào Quang Trung           | Thị trấn Gò Dầu, Gò Dầu                                               | Hạng III              | Công lập                                     |                                                                 |           |
| 29  | Trường Trung học phổ thông Lộc Hưng | Tháng 8 năm 1997                                           | Lộc Hưng, Trảng Bàng                                                  | Hạng II               | Công lập                                     | Trang web                                                       |           |
| 30  | Trường Trung học phổ thông Bình Thạnh | 28 tháng 5 năm 1998                                        | Bình Thạnh, Trảng Bàng                                                | Hạng II               | Công lập                                     | Trang web                                                       |           |
| 31  | Trường Trung học phổ thông Trảng Bàng (Tên cũ: Trường Sơ cấp Lộc Du (1963-1967); 1967-1975: không còn là trường THPT; Trường Phổ thông cơ sở Thị trấn A (1976-1986); 1986-1991: trở thành trường THCS; Trường THPT Bán công Trảng Bàng (1991-2008)) | 1963                                                       | Phường Trảng Bàng, Trảng Bàng                                         | Hạng II               | - Bán công (1991-2008) - Công lập (2008-nay) | Trang web                                                       |           |
| 32  | Trường Trung học phổ thông Nguyễn Trãi | 15 tháng 8 năm 1968                                        | Phường Trảng Bàng, Trảng Bàng                                         | Hạng I                | Công lập                                     | Trang web                                                       |           |